# Número de Woodall
En teoría de números, un número de Woodall (Wn), para cualquier número natural n, es cualquier número natural de la forma: 
Wn = n × 2n − 1
Los primeros números de Woodall son: 
1, 7, 23, 63, 159, 383, 895, … (sucesión A003261 en OEIS).
Los primeros en estudiar los números de Woodall fueron Allan J. C. Cunningham y H. J. Woodall en 1917, inspirados por los estudios iniciales de James Cullen sobre los similarmente definidos números de Cullen.
Los números de Woodall que también son números primos se les denomina números primos de Woodall; los primeros exponentes n a los cuales corresponden números de Woodall Wn son 2, 3, 6, 30, 75, 81, 115, 123, 249, 362, 384, … (sucesión A002234 en OEIS); los números primos de Woodall comienzan con 7, 23, 383, 32212254719, … (sucesión A050918 en OEIS).
Hasta finales de 2007, el mayor primo de Woodall conocido es 3752948 × 23752948 − 1. tiene 1.129.757 dígitos y fue encontrado por Matthew J. Thompson en 2007 en el proyecto PrimeGrid de computación distribuida.
Además, se denomina número generalizado de Woodall a los números de la forma n × bn − 1, donde n + 2 > b; si un primo puede escribirse de esta forma, entonces se le denomina como un número primo generalizado de Woodall.